# Geraldine Heaney
Geraldine Anne Heaney (* 1. Oktober 1967 in Lurgan, Nordirland, Großbritannien) ist eine ehemalige nordirisch-kanadische Eishockeyspielerin und derzeitige -trainerin, die im Verlauf ihrer aktiven Karriere zwischen 1980 und 2004 unter anderem eine olympische Gold- und eine Silbermedaille mit der kanadischen Frauen-Nationalmannschaft gewonnen hat. Darüber hinaus errang Heaney siebenmal den Weltmeistertitel, womit sie zu den erfolgreichsten kanadischen Spielerinnen auf internationaler Bühne gehört.
Während ihrer aktiven Zeit war Heaney eine der weltbesten Spielerinnen auf der Position des Verteidigers und auf nationaler Ebene nicht minder erfolgreich. Nach ihrem Karriereende wurde sie im Jahr 2008 gemeinsam mit Cammi Granato und Angela James als erste Frauen in die IIHF Hall of Fame aufgenommen, fünf Jahre später folgte die Aufnahme in die Hockey Hall of Fame – als erst dritte Frau nach Granato und James. Zudem ist sie Mitglied der Hall of Fame des kanadischen Sports und Trägerin des Order of Hockey in Canada.

## Karriere
Geraldine Heaney wurde im nordirischen Lurgan geboren und zog mit ihrer Familie noch in ihrem ersten Lebensjahr ins kanadische North York in der Provinz Ontario. Wie viele jüngere Geschwister wurde Geraldine von ihren älteren Brüdern beim Eis- und Streethockey ins Tor gestellt, um deren Schüsse zu parieren. Geraldine stellte aber bald fest, dass es mehr Spaß machte, selbst zu schießen, als angeschossen zu werden. Im Alter von zehn Jahren trat sie einem Mädchen-Team bei und spielte dort mit Mädchen, die fünf oder sechs Jahre älter waren als sie selbst. Im Jahr 1980, im Alter von 13 Jahren, wechselte sie zu den Toronto Aeros aus der Ontario Women's Hockey Association (OWHA). Mit den Aeros gewann sie in den folgenden Jahren sechs Mal die regionale Meisterschaft von Ontario und wurde 1988, 1992 und 1993 als beste Verteidigerin der Liga ausgezeichnet.
Geraldine Heaney wuchs in Weston auf und besuchte die Melody Public School auf dem Strathburn Boulevard. Anschließend ging sie auf das Emery Collegiate auf der Weston Road, an der sie so gut wie jeden angebotenen Sport ausübte – Badminton, Fußball, Basketball, Volleyball, Feldhockey – außer Eishockey, welches nicht angeboten wurde. Mit anderen Spielern der Schule nahm sie in Badminton und Feldhockey an den regionalen Schulmeisterschaften der Ontario Federation of School Athletic Associations (OFSAA) teil. Zwischen 1986 und 1988  studierte Heaney am Seneca College Recreation Facilities Management und sollte zunächst im Volleyballteam des Colleges spielen. Als sie erfuhr, dass auch Fraueneishockey angeboten wurde, schloss sie sich den Seneca Sting, dem Eishockeyteam, an und gewann mit diesem 1987 die regionale Universitätsmeisterschaft der Ontario College Athletic Association (OCAA).
Heaney nahm zwischen 1987 und 2001 als einzige Spielerin an jeder Austragung der kanadischen Amateur-Meisterschaft teil (Esso Women’s Nationals). Bei den Turnieren 1993, 1997 und 2001 wurde sie als beste Verteidigerin ausgezeichnet sowie 1992 als wertvollste Spielerin. In den Jahren 2000 und 2004 gewann sie mit dem Team Ontario die Meisterschaft, 2001 belegte sie den dritten Platz.
Anfang der 1990er Jahre spielte sie neben Eishockey auch Rollhockey und nahm mit dem kanadischen Nationalteam an den Weltmeisterschaften 1992 und 1994 teil, bei denen sie eine Gold- und eine Silbermedaille gewann.

### Erfolge mit dem Nationalteam
Heaney gewann mit dem kanadischen Nationalteam bei den Eishockey-Weltmeisterschaften 1990, 1992, 1994, 1997, 1999, 2000 und 2001 jeweils die Goldmedaille. Zudem wurde sie bei den Turnieren 1992 und 1999 in das All-Star-Team gewählt sowie 1992 und 1994 als beste Verteidigerin ausgezeichnet. Im Jahr 1998 wurde Fraueneishockey olympische Sportart und Heaney wurde für den ersten Olympiakader nominiert. Sie erzielte im Turnierverlauf zwei Tore und fügte vier Torvorlagen hinzu, als das Team Canada die Silbermedaille bei den Olympischen Winterspielen in Nagano gewann. Im Vorfeld der Olympischen Winterspiele 2002 in Salt Lake City kündigte Heaney an, nach dem avisierten Goldmedaillengewinn dort, ihre internationale Karriere zu beenden. Im olympischen Finale besiegte Kanada die Vereinigten Staaten mit 3:2 und Heaney gewann damit die von ihr angestrebte Goldmedaille.
Insgesamt absolvierte Heaney 125 Länderspiele für Kanada, in denen sie 93 Scorerpunkte erzielte (27 Tore und 66 Torvorlagen). Sie ist damit die beste Scorerin unter den kanadischen Nationalverteidigerinnen.

### Rezeption und Ehrungen
Als eine der Pioniere im Frauenhockey revolutionierte Geraldine Heaney die Verteidigungsposition im Fraueneishockey. Ihr offensives Können gilt als herausragend.
Im Jahr 2006 wurde ihre Trikotnummer 91 in Anerkennung ihrer 27-jährigen Karriere bei den Aeros gesperrt.
Im Jahr 2008 wurde Heaney zusammen mit Cammi Granato und Angela James als erste Frauen in die IIHF Hall of Fame aufgenommen. 2013 folgte die Aufnahme in die Hockey Hall of Fame und 2014 jene in die Canada’s Sports Hall of Fame.
2016 wurde sie ob ihrer Verdienste um die Entwicklung des kanadischen Fraueneishockeys mit dem Order of Hockey in Canada ausgezeichnet.

### Heaney als Trainerin
Schon während ihrer aktiven Karriere gründete Heaney ihre eigene Hockey School, um den weiblichen Eishockey-Nachwuchs zu fördern. Nach ihrem Karriereende arbeitete sie sechs Jahre lang an der University of Waterloo als Cheftrainerin des Frauenteams, ehe sie 2012 die Universität verließ, um das Team ihrer Tochter zu trainieren. Mindestens seit 2016 ist sie Trainerin bei den Hamilton Junior Bulldogs.

## Erfolge und Auszeichnungen

### Eishockey
- 1987 Meisterschaft der Ontario Colleges Athletic Association (OCAA) mit dem Seneca College
- 1987 All-Star-Team der OCAA
- 2000 NWHL-Champions-Cup-Gewinn mit den Beatrice Aeros
- 2000 NWHL Western Division First All-Star Team
- 2000 NWHL Western Division Best Defenseman
- 2001 NWHL-Champions-Cup-Gewinn mit den Beatrice Aeros
- 2001 Most Valuable Player der NWHL-Championship
- 2002 NWHL-Champions-Cup-Gewinn mit den Beatrice Aeros

#### Esso Women’s Nationals
- Kanadische Amateurmeisterin 1991, 1993, 2000, 2004
- Most Valuable Player des Turniers 1992
- Beste Verteidigerin des Turniers 1993, 1997, 2001

#### International
| - 1990 Goldmedaille bei der Weltmeisterschaft - 1992 Goldmedaille bei der Weltmeisterschaft - 1992 Beste Verteidigerin der Weltmeisterschaft - 1992 All-Star-Team der Weltmeisterschaft - 1994 Goldmedaille bei der Weltmeisterschaft - 1994 Beste Verteidigerin der Weltmeisterschaft - 1996 Goldmedaille bei der Eishockeymeisterschaft des Pazifiks - 1997 Goldmedaille bei der Weltmeisterschaft | - 1998 Silbermedaille bei den Olympischen Winterspielen - 1999 Goldmedaille bei der Weltmeisterschaft - 2000 Goldmedaille bei der Weltmeisterschaft - 2001 Goldmedaille bei der Weltmeisterschaft - 2002 Goldmedaille bei den Olympischen Winterspielen |

### Rollhockey
- 1992 Goldmedaille bei der Weltmeisterschaft
- 1994 Silbermedaille bei der Weltmeisterschaft

### Sonstiges
| - 2003 Aufnahme in die Ontario Ball Hockey Association Hall of Fame - 2003 Aufnahme in die Ontario Colleges Athletic Association Hall of Fame - 2008 Aufnahme in die IIHF Hall of Fame | - 2013 Aufnahme in die Hockey Hall of Fame - 2014 Aufnahme in die Hall of Fame des kanadischen Sports - 2016 Order of Hockey in Canada |

## Karrierestatistik

### International
Vertrat Kanada bei:
| - Weltmeisterschaft 1990 - Weltmeisterschaft 1992 - Weltmeisterschaft 1994 - Weltmeisterschaft 1997 - Olympischen Winterspielen 1998 | - Weltmeisterschaft 1999 - Weltmeisterschaft 2000 - Weltmeisterschaft 2001 - Olympischen Winterspielen 2002 |

(Legende zur Spielerstatistik: Sp oder GP = absolvierte Spiele; T oder G = erzielte Tore; V oder A = erzielte Assists; Pkt oder Pts = erzielte Scorerpunkte; SM oder PIM = erhaltene Strafminuten; +/− = Plus/Minus-Bilanz; PP = erzielte Überzahltore; SH = erzielte Unterzahltore; GW = erzielte Siegtore; 1 Play-downs/Relegation; Kursiv: Statistik nicht vollständig)